# Kempele
Kempele este o comună din Finlanda.